# Зильхер, Фридрих
Филипп Фридрих Зильхер (нем. Philipp Friedrich Silcher; 27 июня 1789, Вайнштадт — 28 августа 1860, Тюбинген) — немецкий композитор и музыкальный педагог.

## Биография
Родился в семье школьного учителя. В 1806 году поступил в помощники к школьному учителю и музыканту Николаусу Фердинанду Ауберлебену в Фелльбахе, затем в 1807—1808 гг. работал домашним учителем в Шорндорфе, затем в 1809—1814 гг. преподавал в школе для девочек в Людвигсбурге. Под патронатом директора школы Ионатана Фридриха Банмайера состоялись первые выступления Зильхера в качестве вокалиста и пианиста. Одновременно Зильхер занимался изобразительным искусством и брал, в частности, уроки у Людовики Симановиц; для публикации своего первого произведения, фортепианных вариаций «Принеси мне цветы» (нем. Gib mir die Blumen), он собственноручно изготовил литографированную обложку.
В 1815 году Зильхер отправился в Штутгарт как домашний учитель музыки (среди других его учеников был Юлиус Бенедикт). Одновременно с работой брал частные уроки композиции и фортепиано у Конрадина Крейцера, а затем у Иоганна Непомука Гуммеля. В 1817 году по приглашению Банмайера, который к этому времени стал профессором Тюбингенского университета, Зильхер был назначен на новоучреждённый пост университетского музикдиректора, который и занимал до 1859 года; в 1852 году университет присвоил ему докторскую степень honoris causa. В 1829 году основал университетский лидертафель. Зильхер активно выступал за развитие школьной и церковной музыки и музыкального образования в Вюртемберге; на музыкально-педагогические идеи Зильхера оказали влияние знакомство с педагогическим учением Иоганна Генриха Песталоцци и личное общение в 1819 году с Гансом Георгом Негели; в частности, Зильхер пытался внедрить в вюртембергских школах систему многоголосного пения. Опубликовал учебник гармонии и композиции (нем. Harmonie- und Kompositionslehre; 1851).
Жена (с 1822 года) Луиза Розина, урождённая Энсслин (1804—1871), у пары было две дочери и один сын.

## Творчество
Зильхеру принадлежит около тысячи сочинений, преимущественно хоровых и вокальных. В частности, в 1826—1860 гг. он выпустил серию сборников с обработками немецких и иностранных народных песен, общим счётом около 320, и эти сборники пользовались значительным успехом. Другим его успешным проектом были три сборника инструментальных мелодий Людвига ван Бетховена, обработанных для использования в качестве песен (частично на собственные тексты Зильхера). Зильхеру также принадлежит зингшпиль «Маленькая лютнистка» (нем. Die kleine Lautenspielerin).
Среди оригинальных песен Зильхера особую судьбу имела песня Der gute Kamerad (с нем. — «Добрый товарищ»; 1825, на стихи Людвига Уланда), по сей день используемая в качестве траурного марша при похоронах немецких и австрийских военных; так, в 1934 году песня прозвучала на похоронах президента Германии Пауля фон Гинденбурга.

## Память
В его честь названы сортовое вино и астероид.